# RISING SUN ROCK FESTIVAL

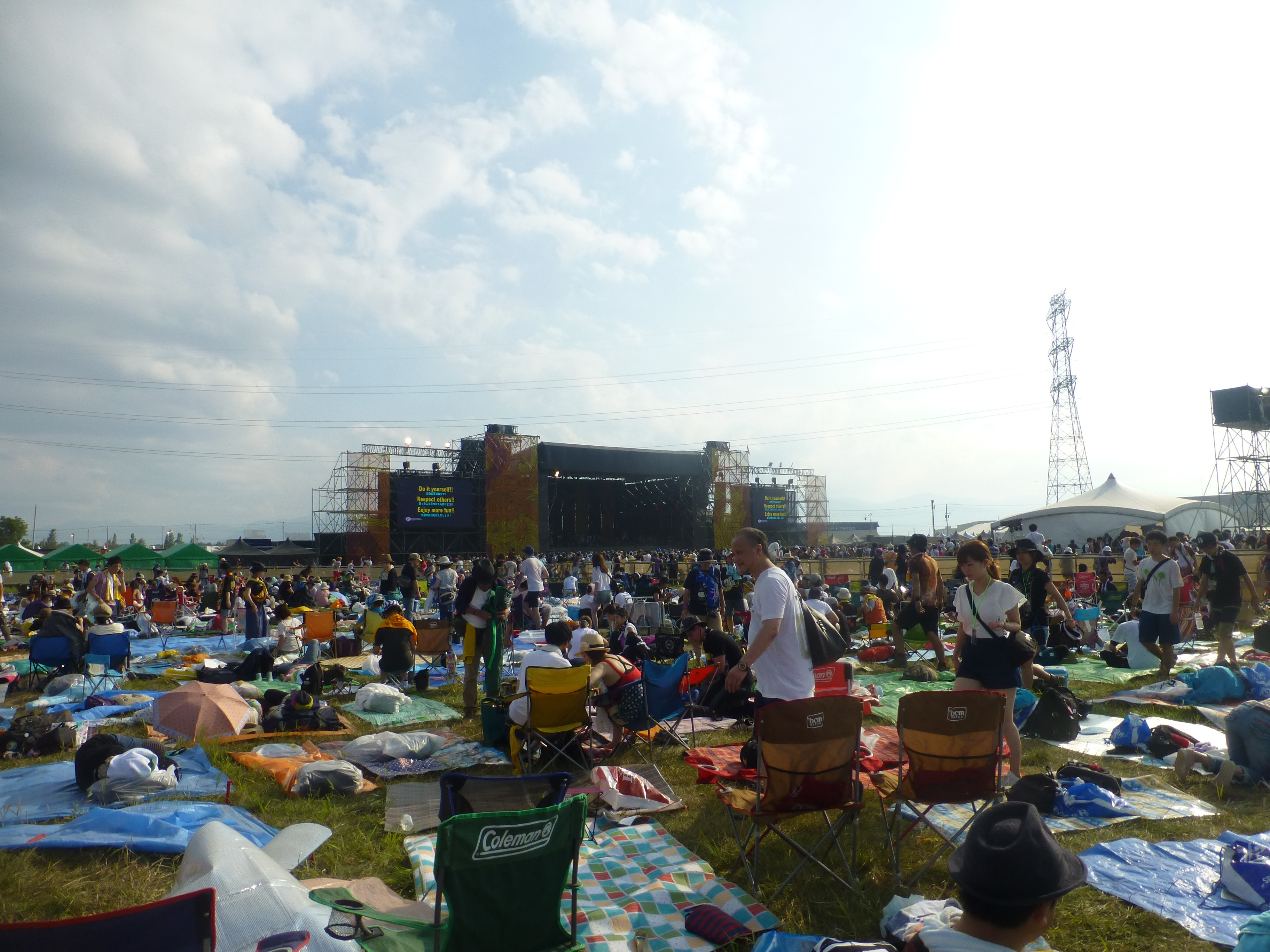
2016年

RISING SUN ROCK FESTIVAL（旭日摇滚音乐节），是日本的夏季户外摇滚音乐节，举办地在北海道石狩市，1999年始办，是日本国内最大级的摇滚音乐节之一。随着年份不同，音乐节在名称后加上“XXXX（年份） in EZO”以表示在北海道举办的意思。

## 简介
主办方为北海道的演唱会运营公司WESS，1999年开办至今。每年8月中旬举行为期2天的演出。名称意涵为通宵的音乐节后迎来的朝阳。
2019年8月16日原定的演出因台风而取消，也是RSR史上首次取消的演出。2020年因新型冠状病毒疫情而停办1届。